# Monumentos do patrimônio histórico da Espanha

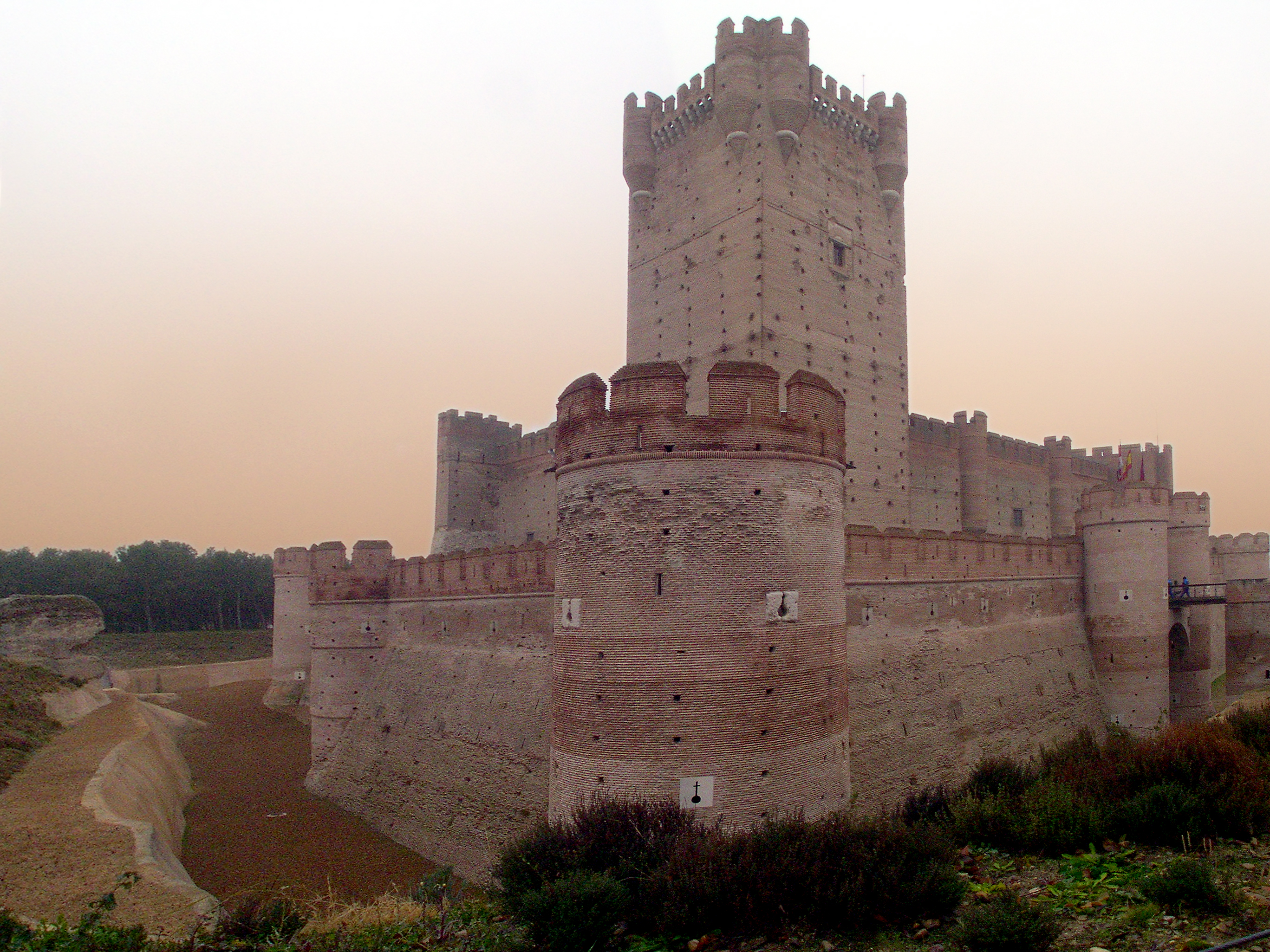

Os monumentos do patrimônio histórico da Espanha são uma série de realizações arquitetônicas, de engenharia ou esculturais espanholas que, pelo seu interesse e valor, desfrutam de uma proteção jurídica específica, recolhida na Lei 16/1985 de 25 de junho de 1985, do Patrimônio Histórico Espanhol para a sua preservação, enriquecimento e exibição.
Os monumentos são uma categoria dentro da declaração mais ampla de bens de interesse cultural.
O catálogo de monumentos é gerido pela Direção Geral de Belas-Artes e Bens Culturais através da Subdireção General de Proteção do Patrimônio Histórico mediante o Registro Geral de Bens de Interesse Cultural no que também participam as diferentes comunidades autônomas espanholas.
Pela sua vez, o Instituto do Patrimônio Cultural de Espanha tem a missão e funções de restauração, pesquisa, documentação, formação e assessoria na conservação do patrimônio histórico.
O Registro Geral de Bens de Interesse Cultural de Espanha inclui mais de 13 000 monumentos.